# Драматургија
Драматургија (грч. δραματουργία - писање драме) је уметност писања свих врста драмских дела, као и дела намењених радију, телевизији и филму. Овај појам обухвата низ специфичних позоришних правила, чије је познавање неопходно за писање драма као и њихову исправну анализу.
Заснована је на пракси драмског остварења, односно, представља вођено прилагођавање драмског текста позорници, водећи рачуна о драмским процесима, општој конструкцији драме, конструкцији драмске сцене, просторно и аудио-визуелним елементима, конструкцији драмске реплике, ритму драмског дела, карактеру ликова, класификацији жанра, смислу, поруци и поуци изведеног драмског дела итд. Систем ових међусобно кохерентно повезаних елемената доводе до форме и смисла самог дела.

## Развој драматургије
Појам драматургија је ушао у употребу са Лесинговом књигом Хамбуршка драматургија у 18. веку.
Наиме, све до раздобља класицизма, циљ драматургије је био откривање правила односно образаца само за писање позоришних комада и прописивање норми композиције које је требало примењивати, па је класична драматургија проучавала једино рад писца и структуру дела и није се бавила непосредном реализацијом представе на сцени. 
То, наравно, није задовољавало стварне потребе приликом практичног заокруживања, тј. извођења самог дела, па је са Бертолдом Брехтом и његовим теоријским поставкама о драмском и епском театру дошло до промене и нешто ширег сагледавања, у којима се јасно уочавају и разликују идеологијска и формална структура дела, а специфична повезаност форме и садржаја стварају међупростор којим се делује на гледаоца, то јест, на њега се оставља одређени, циљани утисак. 
Брехт је сматрао да представа не треба да наведе гледаоца да се емотивно идентификује са ликовима радње, већ да сам амбијент и радња на сцени треба да га доведу до самопреиспитивања, и критике ту виђеног. Катарза је, по њему, требала да гледаоца остави самозадовољним, али то са развојем човечанства престаје да буде довољно. Наметнула се потреба да човек помоћу свог критичког приступа може да препозна зло у друштву, како би начинио и корак даље, како би га променио. Дакле, потребна је позоришна форма која употребљава поступке коментара и епске дистанце у циљу што бољег описивања друштвене стварности и доприноса њеној трансформацији. 

## Драматургија у ужем смислу
Различити жанрови, технике писања и појединости су релевантни за драматургију одређених медија на специфичан начин, тј. варијације драматуршког опсега крећу се усмереније према позоришту, филму, радију и телевизији, видео играма и копирајтингу. 

## Филмска драматургија
Филмска драматургија је скуп повезаних и складно организованих драмских елемената, који својом унутрашњом логичном неопходношћу (вероватност и нужност) граде једну целовиту структуру филмског дела и тако омогућавају да се постигне форма и да се изрази одређено значење.
Драматургија подразумева композицију делова у оквиру целине, што даје предуслов свакој уметничкој надградњи.
Излагачка целина неког филма зависи од: драматуршких циљева, драматуршких планова, драматуршких поступака и драматуршких елемената.

## Драматуршки циљеви
1. Разликовање и идентификација појава;
2. Заузимање тачке гледишта, односно оријентација међу појавама и однос према тим појавама;
3. Усмеравање пажње и оријентација или тематизација;
4. Прегледност, односно организованост.[5]

## Драматуршки планови
Они имају и своје подтипове, а и сами се међусобно прожимају у склопу филмских родова, жанрова, стилова итд:
1. наративни
2. демонстрацијски
3. серијални[5]

## Драматуршки поступци
Између ових поступака нема оштре границе, а често се и комбинују:
1. неприметни поступци који нам пажњу усмеравају првенствено на саме догађаје и призоре;
2. стилизовани поступци који сами на себе привлаче пажњу да би став према призорима и сценама учинили очитијим.[5]

## Драматуршки елементи
То су формативни основни делови драматургије:
1. мотив
2. тема
3. заплет
4. лик (актер)
5. мотивација
6. догађај
7. ситуација
8. напетост
9. тачка гледишта
10. радња и
11. ритам[4]

Уз помоћ кадрирања, монтаже, звука и других изражајних средстава филмског медијума, уобличава се и осмишљава конкретно дело.
Драматуршки принципи се везују за принципе опредељеног жанра у смислу темељне тенденције и обрасца и одабира стила у стваралачком поступку.

## Развој радње
Развијање радње претпоставља одређену архитектонику, односно драматуршки распоред главних структурних делова:
1. експозиције
2. покретачког момента
3. заплитања
4. драмског чвора
5. кризе
6. заоштравања
7. кулминације
8. критичког момента
9. преокрета
10. расплитања
11. момента последње напетости
12. разрешења и
13. завршетка.[4]

Помоћни структурални елементи су још:
- драмска иронија
- препознавање
- криво увођење
- драмска дилема
- deus ex machina
- копча
- изненађење
- ударац са стране
- антиклимакс и др.[4]

Драматургија подразумева да развој радње садржи мотивисане препреке, изненађења и открића, а њихова припрема, наговештаји и наглашеност се огледају кроз таленат уметника, драматурга, ствараоца. Не постоје правила ни распоред по којима треба да се слажу ови структурални елементи. Стваралац сам комбинује ове елементе с обзиром на то какав утисак жели да произведе на гледаоца. 

## Структурални облици драматургије
Не постоји нека опште усвојена кодификација структуралних облика драматургије, већ се теоретичари и критичари обично служе терминима по свом нахођењу. У анализама и критикама се најчешће спомињу следећи типови драматургије: 
1. затворена или каузална, која се састоји од узрочно-последичног заплета,
2. линеарна или хоризонтална, чији се заплет развија у хронолошком низу,
3. вертикална, у којој заплет садржи један центар пажње,
4. спирална, која подразумева да се заплет све више сужава,
5. зракаста, чији се заплет развија у више кракова,
6. кружна, у којој заплет има кружни ток око једне ситуације,
7. инверзна, која се састоји од заплета са обрнутим временским током,
8. мозаична или степенаста, чији заплет се развија по аутономним епизодама,
9. фрагментарна, када садржи елиптични заплет,
10. отворена, чији се заплет састоји од асоцијативно-повезаних сцена,
11. колажна, у којој се заплет састоји од разнородних сцена,
12. брза, која подразумева заплет са брзо смењивим сценама.[4]

## Изучавање драматургије
На Факултету Драмских уметности у Београду постоји Катедра за драматургију још од 1960. године. Од њеног оснивања, наставни кадар Катедре за драматургију чинили су:
Јосип Кулунџић, Ратко Ђуровић, Љубиша Ђокић, Јован Христић, Владимир Стаменковић, Весна Језеркић, Петрит Имами, Филип Давид, Дубравка Кнежевић, Небојша Пајкић, Живојин Павловић, Властимир Радовановић, Душан Ковачевић, Гордан Михић, Милош Радивојевић, Исидора Бјелица, Слободан Стојановић, Предраг Перишић, Слободан Селенић, Бошко Милин, Срђан Кољевић, а наставни кадар катедре данас чине: Стеван Копривица, Ненад Прокић, Маја Волк, Мирко Стојковић, Биљана Србљановић, Ђорђе Милосављевић, Даница Пајовић, Милена Марковић, Вук Бошковић.